# John Lobb Bootmaker
La John Lobb Bootmaker è una compagnia che produce e vende scarpe e stivali, principalmente per uomini, ma anche per donne, e altri articoli in pelle, come portafogli e cinture. La società è attiva da poco più di 150 anni.
Il fondatore, John Lobb, nacque nel 1829 a Tywardreath in Cornovaglia da una famiglia di umili origini. Nel 1863 ricevette il Royal Warrant, divenendo il fornitore ufficiale di calzature del principe Edoardo. L'azienda conserva ancora questa onorificenza vestendo la regina Elisabetta, il duca di Edimburgo e il principe di Galles. Il negozio, aperto nel 1849 in St. James Street, divenne in poco luogo di incontro di attori teatrali, cantanti d'opera, politici, scrittori e uomini d'affari (tra cui Enrico Caruso, Bernard Oppenhaimer, Guglielmo Marconi e Joseph Pulitzer).
La compagnia produce a mano scarpe su ordinazione e su misura a Parigi, e scarpe non su misura.